# Gigatronik
Gigatronik (Eigenschreibweise: GIGATRONIK) war ein Entwicklungs- und Consultingdienstleister für Elektronik und Informationstechnologie. Die Unternehmensgruppe wurde 2017 eine Tochter des französischen Unternehmens AKKA Technologies und ging 2018 in diesem auf. Die Gigatronik-Gruppe hatte ihren Hauptsitz in Stuttgart und beschäftigt über 1000 Mitarbeiter an Standorten in Deutschland, Österreich und der Schweiz.

## Geschichte
Das Unternehmen wurde 2001 in Stuttgart als Entwicklungspartner der Automobilbranche für die Bereiche Elektronik und Informationstechnologie gegründet. Es folgte die Gründung weiterer Standorte in Gaimersheim bei Ingolstadt (2003, Geschäftsleiter Harald Auer), München (2004, Geschäftsleiter Joachim Linden), Köln (2007, Geschäftsleiter Jens Binder) sowie im österreichischen Graz (2008).
2009 entstand als Joint Venture der Gigatronik-Gruppe (51 %) und der Audi Electronics Venture GmbH (49 %) das Unternehmen Elektronische Fahrwerksysteme GmbH (EFS), das als Entwicklungspartner der AUDI AG und des VW-Konzerns System-Software für Fahrwerkelektronik entwickelt und in das Fahrzeug integriert. Von 2013 bis 2015 wurde ein Innovations- und Entwicklungszentrum (IEZ) in Gaimersheim errichtet und damit das Joint Venture weiter ausgebaut. 2015 eröffnete das IEZ, das als gemeinsamer Firmensitz von Gigatronik und EFS genutzt wird.
Mit der wachsenden Bedeutung eingebetteter elektronischer Systeme auch außerhalb der Automobilindustrie erweiterte Gigatronik seine Geschäftsfelder auf weitere Industriezweige wie die Agrarindustrie, Baumaschinen, Luft- und Schienenverkehr, mobile Arbeitsmaschinen, Elektromobilität, Medizintechnik und Gebäudetechnik. Um diese Branchen zu bedienen, wurde im Jahr 2010 die Sparte Gigatronik Technologies gegründet mit einer Niederlassung in Ulm. 2011 entstand eine weitere Niederlassung von Gigatronik Technologies im Schweizer Alpnach, die 2015 nach Sarnen (CH) umzog. 2010 wurde das Unternehmen Digitabel gegründet, das später in Gigatronik Mobile Solutions umfirmiert wurde und eine weitere Unternehmenssparte bildete.
2015 löste die Unternehmensgruppe die Organisationsstruktur in einzelne Sparten auf. Die Leistungen sind seitdem in die beiden Geschäftsbereiche Embedded Solutions und IT-Solutions gegliedert und werden an allen Unternehmensstandorten gleichermaßen angeboten.
Im Jahr 2017 erfolgte der Zusammenschluss der Gigatronik-Gruppe mit dem französischen Entwicklungsdienstleister AKKA Technologies. Gigatronik übernimmt innerhalb von AKKA eine Führungsrolle in den Kompetenzfeldern Digitalisierung und Internet of Things. Seit März 2018 trat Gigatronik gemeinsam mit anderen Unternehmen der AKKA Group unter dem Namen AKKA auf. Im Laufe des Jahres erfolgte eine Reorganisation der AKKA Technologies, welche zur Verschmelzung dieser Unternehmen führten.

## Tätigkeitsfelder
Ein Schwerpunkt der Tätigkeiten von Gigatronik ist in der Fahrzeugbranche angesiedelt. Dort beteiligt sich Gigatronik unter anderem an der Entwicklung von Elektronik- und IT-Elementen im Bereich des Autonomen Fahrens. Dazu zählt die Konzeption, Entwicklung und Vernetzung von Mensch-Maschine-Schnittstellen für Fahrzeuge. Außerdem beteiligt sich Gigatronik an der Entwicklung von Car2X-Lösungen und Fahrerassistenzsystemen sowie an der Steuergeräteentwicklung etwa für den Wasserstoffantrieb eines Sportwagens.
Im Bereich der Elektromobilität befasst sich das Unternehmen unter anderem mit der Entwicklung von E-Bikes, E-Motorrädern und E-Quads. Die Kompetenzen von Gigatronik reichen von Antriebssteuerungen und Energiespeicher-Technologien über Leistungselektronik und Bordnetze bis zu der Entwicklung und Vernetzung von mobiler Anwendungssoftware.
Das Unternehmen arbeitet auch an der Entwicklung von Lösungen für das Internet der Dinge für Industriekunden. Um diese gesamthaft umzusetzen, kooperiert Gigatronik mit Telekommunikationsunternehmen. Darüber hinaus beschäftigt sich das Unternehmen mit Modellen und Konzepten zu Smart Cities und der Vernetzung unterschiedlicher Komponenten für das Intelligente Wohnen.
Seit 2010 veranstaltet das Unternehmen jährlich die Fachtagung A2A – Gigatronik Smart World Symposium, auf der Experten aus Wirtschaft und Forschung Konzepte und Technologien für die vernetzte, digitale Welt diskutieren.

## Produkte
Das Unternehmen bietet mit der Produktfamilie Gigabox eigene prototypische Steuergeräte als Lösungskomponenten an, die in verschiedenen Fahrzeug-Bussystemen für die Entwicklung und Simulation von Fahrzeugfunktionen sowie Test- und Diagnosezwecke eingesetzt werden können.
Außerdem bietet das Unternehmen mit dem Produkt powerAIDER eine Stromversorgung für Messtechnik-Komponenten an, die als Schnittstelle für die Prüfung und die Entwicklung von Bordnetzen in Kraftfahrzeugen dient. Die Besonderheit des powerAIDERs liegt in der Validität der Messergebnisse. Der powerAIDER wird als Schnittstelle zwischen dem 12-Volt-Bordnetz des Kraftfahrzeugs und der 12-Volt-Versorgung der Messtechnik eingesetzt. Durch die Möglichkeit der Trennung beider Netze während der aktiven Messung wird die Beeinflussung des Bordnetzes durch die Messtechnik verhindert.